# 1230年
| 千纪： | 2千纪 |
| 世纪： | 12世纪 \| 13世纪 \| 14世纪                                                                                 |
| 年代： | 1200年代 \| 1210年代 \| 1220年代 \| 1230年代 \| 1240年代 \| 1250年代 \| 1260年代                           |
| 年份： | 1225年 \| 1226年 \| 1227年 \| 1228年 \| 1229年 \| 1230年 \| 1231年 \| 1232年 \| 1233年 \| 1234年 \| 1235年 |
| 纪年： | 庚寅年（虎年）；金正大七年；南宋绍定三年；蒲鲜万奴大同七年；大理仁壽四年；越南建中五年；日本寬喜二年       |

## 大事记
- 蒙古真定萬戶史天澤等率領河北蒙、漢軍圍攻衛州，遭遇鎮守衛州的武仙頑強抗拒，金哀宗遣完顏合達、移剌蒲阿、完顏陳和尚等諸將率軍解圍，史天澤戰敗而走。
- 花剌子模札蘭丁被凱庫巴德領導的各國聯軍在錫瓦斯與埃爾津詹（今土耳其埃爾津詹省）之間的地區擊敗，被迫議和而還。
- 9月24日：莱昂王国部分并入卡斯蒂利亚王国。
- 萊昂王國、葡萄牙王國及阿拉貢王國開始入侵伊比利亞西南部及巴利阿里群島等地。
- 穆罕默德一世建立奈斯爾王朝，這也是穆斯林在伊比利亞半島的最後一個王朝。
- 條頓騎士團應波蘭大公康拉德一世之邀，前來波羅的海畔，發起針對異教徒古普魯士人的普魯士十字軍。

## 出生
- 胡三省：中国宋、元时期史学家。

## 逝世
- 9月24日：萊昂國王阿方索九世，斐迪南二世的獨子，斐迪南三世之父，1197年與堂兄卡斯蒂利亞國王阿方索八世的女兒貝倫加利亞結婚，奠定萊昂王國和卡斯蒂利亞王國合併的基礎。
- 夏圭：中国南宋画家。
- 纳瓦尔的伯伦加莉亚，英国“狮心王”理查一世的王后。